# Vasif Asadov
Vasif Asadov (Unión Soviética, 27 de agosto de 1965) es un atleta soviético retirado especializado en la prueba de triple salto, en la que consiguió ser medallista de bronce europeo en pista cubierta en 1988.

## Carrera deportiva
En el Campeonato Europeo de Atletismo en Pista Cubierta de 1988 ganó la medalla de bronce en el triple salto, con un salto de 17.23 metros, tras el también soviético Oleg Sakirkin y el húngaro Béla Bakosi  (plata con 17.25 metros).